# Park przy ul. Brójeckiej w Łodzi
Park Jana Gibusa przy ulicy Brójeckiej – obszar zieleni miejskiej o powierzchni 1,1 hektara położony w Łodzi w dzielnicy Górna (Wiskitno) pomiędzy ulicami Kolumny i Brójecką, ma status parku wiejskiego.

## Opis
Park ten jest pozostałością parku przydworskiego założonego w początkach XX wieku. W okresie powojennym całość założenia została rozparcelowana i oddana do użytkowania PGRowi. Obecnie w dawnym dworku mieści się przedszkole. Zachowała się również kapliczka, otoczona opieką przez okolicznych mieszkańców. W ostatnich latach w parku wykonano alejki, oświetlenie oraz urządzono plac zabaw, a drzewostan objęto zabiegami pielęgnacyjnymi. W pobliżu parku, przy ulicy Nad Stawem znajduje się zbiornik wodny.
Na północ od tego obszaru znajduje się Park na Młynku.

### Nazwa
W 2018 z inicjatywy Rady Osiedla Wiskitno, Rada Miejska w Łodzi nadała parkowi przy ul. Brójeckiej imię Jana Gibusa (1910–1999) – zasłużonego dyrektora (1946–1973) i nauczyciela szkoły w Wiskitnie. 